# Globetrotter Ausrüstung

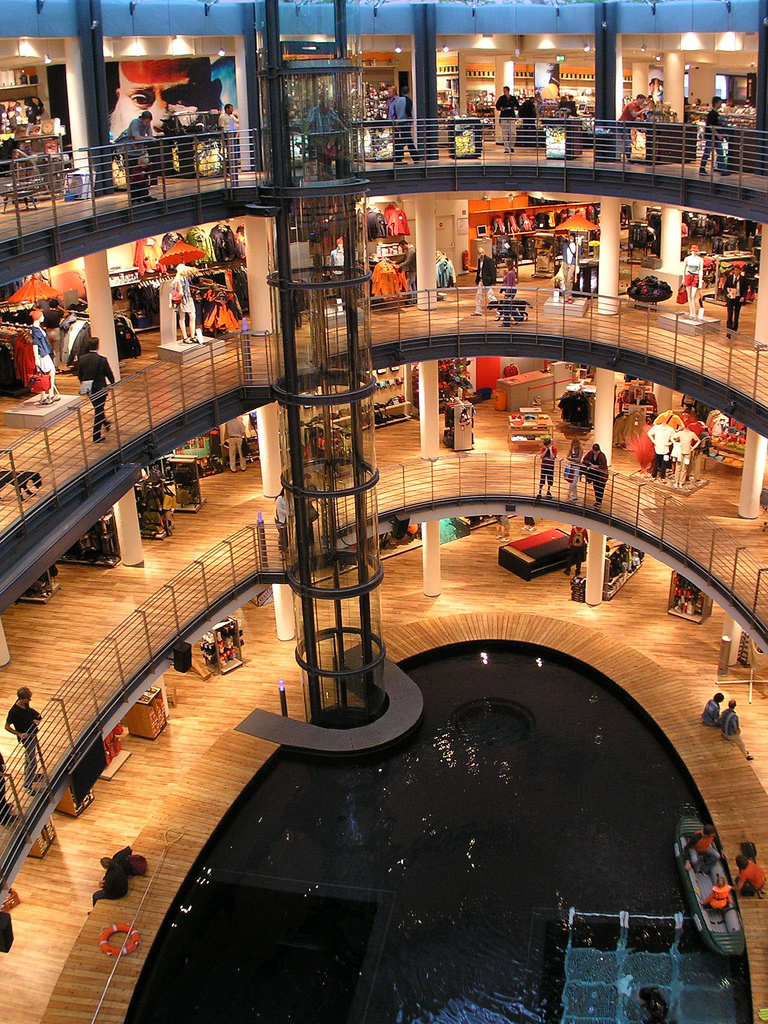
Blick auf den Lichthof in Köln

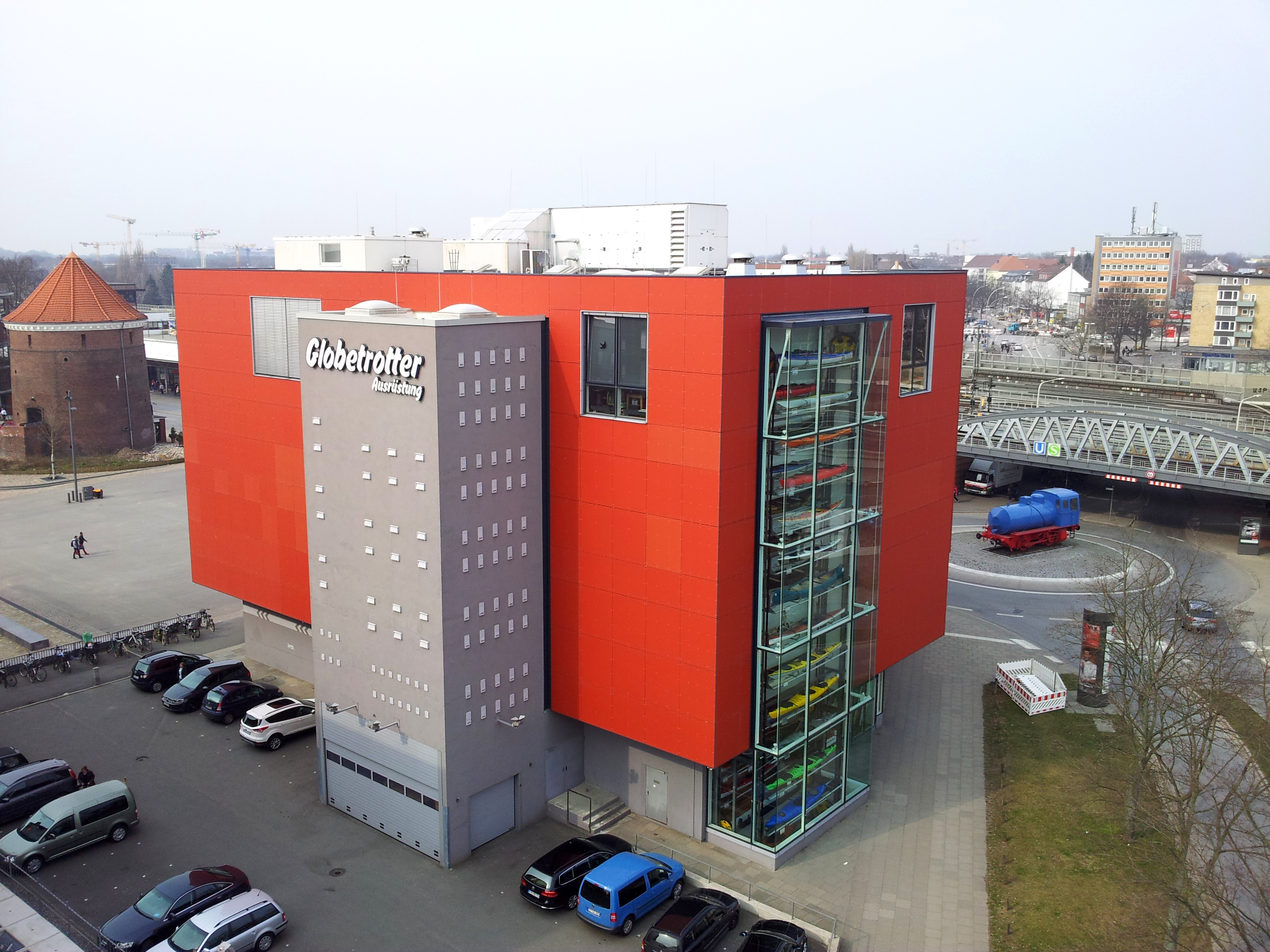
Globetrotter-Ausrüstung-Filiale Hamburg-Barmbek

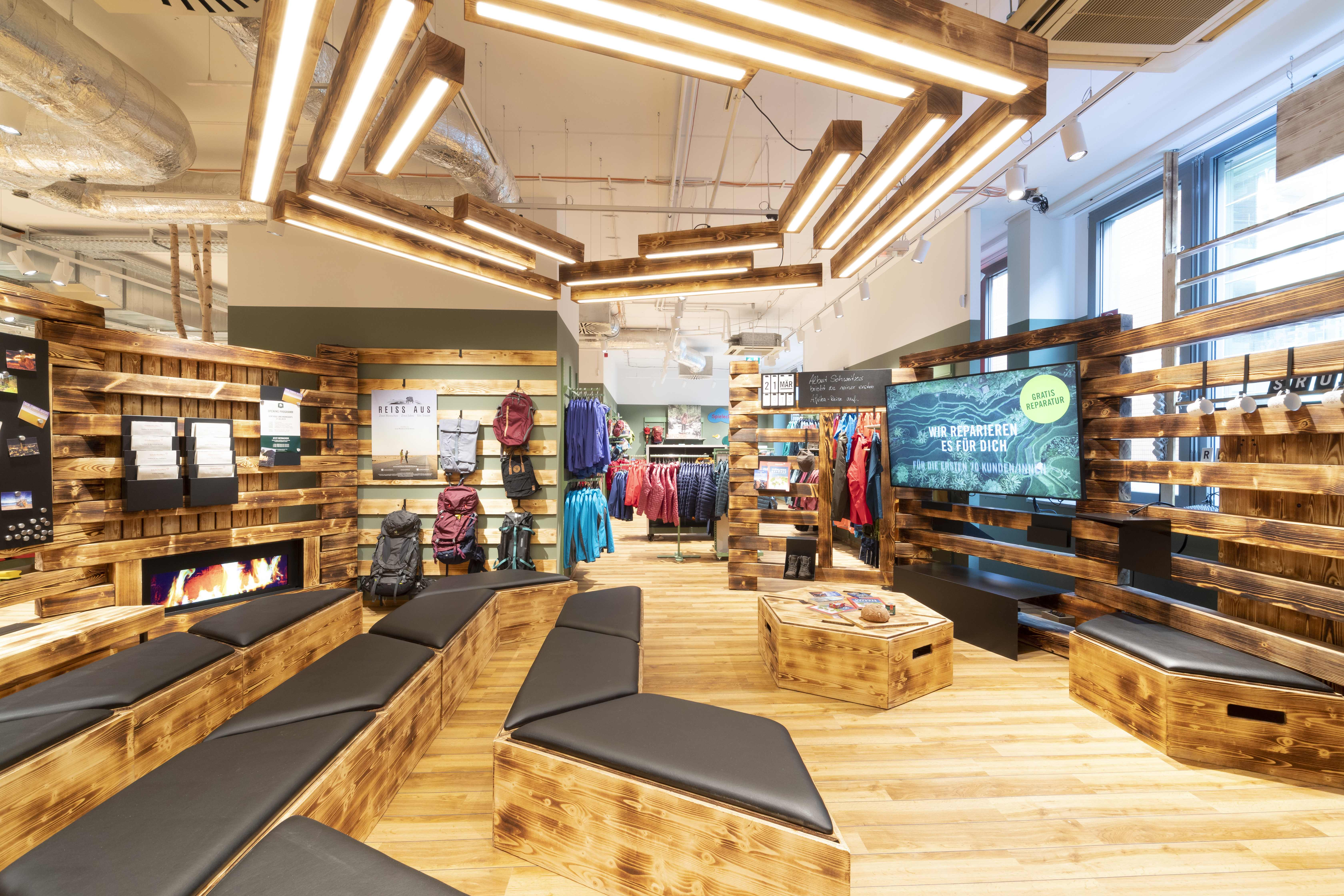
Clubhütte in der Filiale Leipzig

Die Globetrotter Ausrüstung GmbH ist ein deutscher Händler für Outdoor-Artikel mit Sitz in Hamburg. Das zum schwedischen Konzern Fenix Outdoor gehörende Unternehmen ist einer der größten Outdoor-Händler in Europa. Globetrotter betreibt Filialen an 21 deutschen Standorten. Im Zuge einer Umstrukturierung wurde der alte Hauptsitz 2019 im Hamburger Stadtteil Rahlstedt aufgelöst. Die Verwaltung wurde nach Fuhlsbüttel verlegt, das Logistikzentrum des Mutterkonzerns Fenix Outdoor in Ludwigslust übernahm bereits 2018 die Belieferung der Filialen und den Versand.

## Das Unternehmen
1979 gründeten Klaus Denart und Peter Lechhart das erste Ladengeschäft in Hamburg-Wandsbek.
Heute beschäftigt Globetrotter in seinen Filialen sowie im Hamburger Hauptsitz 1300 Mitarbeiter aus über 60 Nationen. Mit Filialen in Hamburg, Berlin, Dresden, Leipzig, Hannover, Düsseldorf, Trier, Frankfurt, Wiesbaden, Köln, Dortmund, Nürnberg, München, Regensburg, Augsburg, Stuttgart, Karlsruhe und Ulm sowie den Outlet-Stores in Bonn und Rostock auf einer Gesamtfilialfläche von über 55.000 Quadratmetern. Über den Stationär- und Distanzhandel – basierend auf dem Globetrotter Magazin und der Website – vertreibt Globetrotter Produkte aus dem Bereich Outdoor- und Reiseausrüstung sowie Outdoor-Bekleidung. Die Auflage des vierteljährlich erscheinenden Globetrotter Magazins liegt bei 400.000.
Seit 2015 ist Globetrotter Ausrüstung eine 100%ige Tochter der Fenix Outdoor International AG. Geschäftsführer von Globetrotter sind heute Andreas Vogler, Henrik Hoffman, Ulf Gustafsson und Andreas Bartmann, der auch Vizepräsident im Präsidium des Handelsverbands Deutschland (HDE) ist.

## Geschäftsentwicklung
Der Jahresumsatz lag im Geschäftsjahr 2015 bei 186 Mio. Euro. Der Anteil des Online-Handels beträgt rund ein Drittel.
Im Geschäftsjahr 2011/12 wurde erstmals seit 1998/99 ein negatives Ergebnis erwirtschaftet. Zusammen mit den Defiziten in den folgenden Jahren ergab sich bis Ende 2014 ein Verlust von rund 17 Mio. Euro. Das Geschäftsjahr 2015 ergab einen Verlust von 15 Mio. Euro. Die Eigenkapitalquote sank von 28,7 % im Geschäftsjahr 2010/11 auf 16,7 % (2015).
Als börsennotiertes Unternehmen untersteht die Finanzkommunikation seit 2015 dem CFO der Fenix Outdoor International AG.

## Unternehmensgeschichte
Seit der Gründung von Globetrotter Ausrüstung im September 1979 wurden deutschlandweit Filialen eröffnet. In den Jahren 2007 und 2012 wurden die „Erlebnisfilialen“ in Köln und München vom Handelsverband Deutschland (HDE) mit dem Preis „Store of the Year“ (Kategorie Out of Line) ausgezeichnet.
Mit der Übernahme des Konkurrenten Bernd Woick GmbH im Januar 2014 kamen Filialen in Filderstadt, Metzingen und Ulm hinzu.
Im November 2014 wurde bekanntgegeben, dass die Globetrotter Ausrüstung GmbH neben Naturkompaniet (Schweden) und Partioaitta (Finnland) Teil der Einzelhandels-Holding Frilufts Retail Europe AB wird. Mehrheitseigner mit 60 % war der schwedische Outdoor-Multi-Channel-Handelskonzern Fenix Outdoor AB. Mit 40 % blieben die Altgesellschafter beteiligt. Mitte 2015 übernahm Fenix Outdoor AB auch die Anteile der Alteigentümer an Frilufts. Im Gegenzug wurden diese am Fenix-Gesamtkonzern beteiligt. Im Zuge des Verkaufs wurde am 10. Juni 2015 Ulf Ove Gustafsson zum Geschäftsführer bestellt. Am 15. September 2015 schied der bisherige Geschäftsführer Philip von Melle aus dem Unternehmen aus, zum Jahresende 2015 Thomas Lipke.
Zum 1. Januar 2016 war Henrik Hoffman (Chief Executive Officer der Naturkompaniet AB und CEO der Frilufts Retail Europe AB) zum Geschäftsführer bei Globetrotter bestellt worden. Angela Rux übernahm zum 1. März 2016 die Leitung Finanzen, Controlling, Personal und Administration bei Globetrotter Ausrüstung. Im gleichen Zuge war sie von ihrer Position als Geschäftsführerin zurückgetreten und in die Position als Prokuristin der Globetrotter Ausrüstung GmbH gewechselt.
Aus wirtschaftlichen Gründen wurden 2016 die Filiale in Filderstadt und das Outlet in Frankfurt geschlossen. Im April 2017 gab Globetrotter bekannt, ein neues Filialformat zu etablieren. Zwei Filialen in kompakterem Ausmaß wurden in Innenstadtlage in Düsseldorf und Hamburg eröffnet.
Ende 2017 wurde bekannt, dass Globetrotter sein Zentrallager am Standort Rahlstedt komplett auflösen und ins mecklenburgische Ludwigslust ziehen werde. Betroffen waren in Hamburg etwa 150 Mitarbeiter. Hintergrund war, dass das Unternehmen seine Logistik-Abteilung auslagerte und in die neu gegründete Tochtergesellschaft Fenix Outdoor Logistics GmbH übertragen hatte. Zwar bot Globetrotter allen Mitarbeitern eine Weiterbeschäftigung nach dem Umzug im Herbst 2018 zu gleichen Bedingungen an, jedoch in Ludwigslust, gut 100 Kilometer vom seinerzeitigen Standort entfernt. Ebenso wurde im September 2018 die Filiale in Metzingen geschlossen.
Im Zuge einer neuen Expansionsstrategie wurden 2019 neue sogenannte Cityfilialen in Hannover, Karlsruhe, Leipzig, Nürnberg und Regensburg eröffnet. Diese weisen kleinere Verkaufsflächen als die bisherigen „Erlebnisfilialen“ auf, profitieren aber von einer zentralen Innenstadtlage. Die Cityfilialen sind mit einer Clubhütte, in der Veranstaltungen wie Reisevorträge und Workshops stattfinden, sowie einer Reparaturwerkstatt ausgestattet.
Im August 2020 startete das Unternehmen mit dem Verleih von Ausrüstung. Das Leihangebot umfasste zum Start zunächst unter anderem Wassersport, Rucksäcke, Fahrräder und Outdoor-Küche, soll aber nach einer Startphase erweitert werden. Zudem wurde in der Frankfurter Filiale eine Secondhand-Verkaufsfläche eröffnet. Dieses Konzept soll sukzessive auch auf andere Filialen ausgeweitet werden.
Zum 1. Oktober 2020 zog die Berliner „Erlebnisfiliale“ von ihrem alten Standort am Steglitzer Kreisel einige hundert Meter hinauf zum U-Bahnhof Schloßstraße. Dort setzt das Unternehmen auf ein neues Konzept: Statt Attraktionen wie Wasserbecken oder Kältekammer, die nicht mit dem Nachhaltigkeitsgedanken vereinbar sind, erhielt die Berliner Filiale nach dem Vorbild der Cityfilialen eine Clubhütte und eine Werkstatt. Zudem befindet sich in der Filiale das sogenannte Globetrotter Innovation Lab. Dort sollen innovative Marken, Produkte oder Crowdfunding-Projekte ausgestellt werden.

## Medieneinsatz
1984 wurden der Versand und der (zuerst jährlich, ab 1986 halbjährlich erscheinende) Katalog, das sogenannte Handbuch, eingeführt. Die Auflage des Handbuches lag im Jahr 2013 bei 700.000 Exemplaren. Darüber hinaus gab es den Web-TV-Sender 4-Seasons.TV, die Seiten reiseberichte.com und outdoor.de sowie das Outdoor-Community-Portal 4-Seasons.de mit Informationen rund um das Thema Outdoor und Reise. Das Kundenmagazin 4 Seasons, das viermal im Jahr erschien, war mit einer Mindestauflage von 400.000 Exemplaren das auflagenstärkste Outdoor-Magazin Europas.
Im Zuge einer Umstrukturierung der Marke wurde neben einem neuen Logo und einer neuen Leitfarbe, an Stelle des Orange, auch das Globetrotter-Handbuch mit dem 4-Seasons-Magazin zum Globetrotter-Magazin zusammengefasst.
Seit 2019 betreibt das Unternehmen mit Rausgehört einen eigenen Podcast mit Geschichten rund ums Outdoor-Leben, Reisen und Abenteuern. Produziert wird dieser von der in Bielefeld ansässigen Podcastfabrik.

## Auszeichnungen
- 2002 – Deutscher Handelspreis in der Kategorie Management-Leistung in einer Nische des Einzelhandels
- 2003 – Integrationspreis 2003 der Hamburger Schwerbehindertenvertretungen
- 2004 – Hamburger Gründerpreis von der Hamburger Sparkasse
- 2004 – 1. Platz Wettbewerb FIT FOR BOSS START-Unternehmen
- 2004 – Urkunde der Handelskammer Hamburg für herausragende Leistungen in der dualen Berufsausbildung
- 2005 – Forum-Preis 2005 der TextilWirtschaft
- 2006 – Entrepreneur des Jahres 2006 von Ernst & Young
- 2006 – Versender des Jahres 2006 vom Bundesverband des Deutschen Versandhandels e. V.
- 2007 – Hamburger Ökoprofit Betrieb 2007
- 2007 – Store of the Year 2007 (Out of Line)
- 2008 – EuroShop RetailDesign Award '08
- 2009 – Einzelhandelspreis 2009 vom EHV Nord
- 2010 – Axia-Award 2009 Norddeutschland im Bereich Kundenbeziehungsmanagement von Deloitte
- 2011 – Outdoor Händler des Jahres der SAZsport
- 2012 – Store of the Year (Filiale München)
- 2014 – Outdoor Händler des Jahres der SAZsport